# Y ese que tanto habla, está totalmente hueco, ya sabéis que el cántaro vacío es el que más suena
Y ese que tanto habla, está totalmente hueco, ya sabéis que el cántaro vacío es el que más suena es el nombre de un disco del grupo Soziedad Alkoholika lanzado en 1993.

## Canciones
| N.º     | Título                                                                                  | Duración |  |
| 1.      | «Abububu»                                                                               | 0:41     |  |
| 2.      | «Jaulas de tierra»                                                                      | 3:49     |  |
| 3.      | «Automarginado»                                                                         | 3:13     |  |
| 4.      | «Makinaria de estado»                                                                   | 2:03     |  |
| 5.      | «Errare humanun est»                                                                    | 4:07     |  |
| 6.      | «Ya güelen»                                                                             | 2:04     |  |
| 7.      | «Dinero»                                                                                | 3:12     |  |
| 8.      | «Ariel ultra»                                                                           | 2:04     |  |
| 9.      | «José Andrés»                                                                           | 4:19     |  |
| 10.     | «Dulce hogar»                                                                           | 3:40     |  |
| 11.     | «Síndrome del Norte»                                                                    | 2:28     |  |
| 12.     | «Mili mierda»                                                                           | 2:05     |  |
| 13.     | «P.F.D.D.E.A.H.P.T.E.C» (Por Favor Deja De Echarme Aceite Hirviendo Por Todo El Cuerpo) | 3:21     |  |
| 14.     | «Como una roca»                                                                         | 2:41     |  |
| 15.     | «Silencio sepulcral»                                                                    | 1:15     |  |
| 41 mins |                                                                                         |          |  |

## Formación
- Juan - voz
- Jimmy - guitarra
- Pedro - guitarra
- Iñaki - bajo
- Roberto - batería